# Ho un castello nel cuore
Ho un castello nel cuore (I Capture the Castle) è un romanzo scritto da Dodie Smith, pubblicato nel 1948.

## Trama
James Mortmain è uno scrittore inglese affetto dal blocco dello scrittore dopo la pubblicazione del suo primo libro, Jacob Wrestling, romanzo innovativo che ha venduto bene e ha reso il suo nome noto anche in America. Da dieci anni l'uomo vive in un castello in rovina insieme alla famiglia nel tentativo di trovare l'ispirazione, ma ora sono costretti a vendere i mobili per comprare da mangiare. Topaz, la seconda moglie di Mortmain, rimasto vedovo, è la modella di un artista e ama la comunione con la natura, prendendo spesso il sole nuda. Rose, la figlia maggiore, è la classica bellezza inglese che spera d'incontrare degli uomini belli e ricchi. Cassandra, la figlia minore e narratrice della storia, ha ambizioni letterarie e trascorre la maggior parte del suo tempo a sviluppare le sue doti narrative scrivendo tutto quello che accade intorno a lei in un diario. Nel castello vivono anche Stephen, il bello e leale figlio del cuoco defunto che ha una cotta per Cassandra, e Thomas, il figlio minore dei Mortmain.
Un giorno, la benestante famiglia americana dei Cotton eredita Scoatney Hall, diventando la nuova locataria dei Mortmain. Cassandra e Rose rimangono presto incuriosite dai due fratelli scapoli Simon e Neil: il primo, cresciuto nel New England con la madre, è serio e posato, mentre il secondo, cresciuto in California con il padre, vuole diventare un allevatore in America. Nonostante non sia attratta da lui, Rose decide di sposare Simon perché, oltre a essere l'erede, è il più ricco e lei vuole assolutamente scappare dalla povertà della famiglia.
Al primo incontro, i Cotton rimangono divertiti e interessati ai Mortmain, ma il giorno dopo Rose, senza avere esperienza, flirta apertamente con Simon rendendosi ridicola. Entrambi i fratelli respingono questo comportamento e, mentre se ne vanno, Cassandra li sente decidere di abbandonare la frequentazione della famiglia. Poco tempo dopo, però, tutto viene chiarito e le due famiglie diventano buone amiche. Rose capisce di essere davvero innamorata da Simon e, grazie alle manovre di Cassandra e Topaz, l'uomo s'innamora di lei e le chiede di sposarlo. Rose parte quindi con Topaz e la signora Cotton per Londra per comprare il proprio corredo.
Un giorno, rimasti soli, Cassandra e Simon passano la serata insieme, finendo per baciarsi, e la ragazza si ritrova catturata da una spirale emotiva: si rende conto di essersi innamorata di Simon ed è ossessionata da lui, ma si sente in colpa per quello che prova perché l'uomo è il fidanzato della sorella. Cassandra deve anche affrontare la dichiarazione non voluta di Stephen, che incoraggia a perseguire la carriera di attore e modello, e collaborare con il fratello Thomas per aiutare il padre a superare il blocco dello scrittore, finendo per rinchiuderlo in una torre medievale.
Nel frattempo, all'insaputa di tutti tranne Stephen, Rose e Neil s'innamorano, ma fingono di odiarsi per nascondere la loro storia d'amore. Quando alla fine fuggono insieme, Simon si ritrova con il cuore spezzato, mentre Cassandra spera di essere notata da lui. Prima di tornare in America, l'uomo parla con Cassandra, che però devia la conversazione quando pensa che lui le stia per chiedere di sposarlo. La ragazza rimane al castello con la famiglia, certa del ritorno di Simon, che glielo ha promesso.

## Adattamenti
Il libro è stato adattato in un'opera teatrale nel 1954, nel film Il profumo delle campanule nel 2003 e in un musical, rappresentato al Theatre Royal Drury Lane a marzo 2012.